# Aya Sameshima
Aya Sameshima (鮫島 彩, Sameshima Aya, Utsunomiya, 16 juni 1987) is een Japans voetbalster die als verdediger speelt bij INAC Kobe Leonessa.

## Carrière

### Clubcarrière
Sameshima begon haar carrière in 2006 bij TEPCO Mareeze. In zes jaar speelde zij er 98 competitiewedstrijden. Daarna speelde zij bij Boston Breakers (2011), Montpellier (2011–2012) en Vegalta Sendai (2012–2014). Ze tekende in 2015 bij INAC Kobe Leonessa.

### Interlandcarrière
Sameshima maakte op 10 maart 2008 haar debuut in het Japans vrouwenvoetbalelftal tijdens een wedstrijd om de Cyprus Women's Cup 2008 tegen Rusland. Zij nam met het Japans elftal deel aan de wereldkampioenschappen vrouwenvoetbal in 2011. Daar stond zij in alle zes de wedstrijden van Japan opgesteld en Japan behaalde goud op de wereldkampioenschappen. Zij nam met het Japans elftal deel aan de Olympische Zomerspelen in 2012. Daar stond zij in vijf wedstrijden van Japan opgesteld en Japan behaalde zilver op de Spelen. Zij nam met het Japans elftal deel aan de wereldkampioenschappen vrouwenvoetbal in 2015. Daar stond zij in zes wedstrijden van Japan opgesteld en Japan behaalde zilver op de wereldkampioenschappen. Ze heeft 108 interlands voor het Japanse vrouwenelftal gespeeld en scoorde daarin vijf keer.

## Statistieken
| Japans vrouwenvoetbalelftal | Japans vrouwenvoetbalelftal | Japans vrouwenvoetbalelftal |
| Jaar                        | Wed.                        | Dlp.                        |
| --------------------------- | --------------------------- | --------------------------- |
| 2008                        | 2                           | 1                           |
| 2009                        | 3                           | 0                           |
| 2010                        | 15                          | 1                           |
| 2011                        | 18                          | 0                           |
| 2012                        | 14                          | 0                           |
| 2013                        | 3                           | 0                           |
| 2014                        | 2                           | 1                           |
| 2015                        | 12                          | 1                           |
| 2016                        | 3                           | 0                           |
| 2017                        | 13                          | 0                           |
| 2018                        | 18                          | 1                           |
| 2019                        | 10                          | 0                           |
| Totaal                      | 113                         | 5                           |